# Şebnem Kimyacıoğlu
Şebnem Nezahat Kimyacıoğlu (Santa Clara, 14 giugno 1983) è un'ex cestista statunitense naturalizzata turca.
Alta 182 cm, giocava come ala.

## Carriera
Con la Turchia ha disputato i Giochi olimpici di Londra 2012 e due edizioni dei Campionati europei (2005, 2007).